# Affacturage
 (avril 2012).
Si vous disposez d'ouvrages ou d'articles de référence ou si vous connaissez des sites web de qualité traitant du thème abordé ici, merci de compléter l'article en donnant les références utiles à sa vérifiabilité et en les liant à la section « Notes et références ».
L'affacturage (factoring en anglais) est une technique de financement et de recouvrement de créances mise en œuvre par les entreprises et consistant à obtenir un financement anticipé et à sous-traiter cette gestion à un établissement de crédit spécialisé : l'affactureur ou, en anglais, le factor.
Longtemps considéré comme le dernier recours de sociétés en difficultés financières, l'affacturage est aujourd'hui un outil souple au service des entreprises. C'est un procédé à la fois d'externalisation de tâches administratives, d'assurance contre les impayés et de financement à court terme.
L'affacturage ne peut pas gérer les créances sur les particuliers : il ne concerne que le commerce entre entreprises (business to business ou B2B en anglais), sinon il s'agira d'escompte.

## Fonctionnement

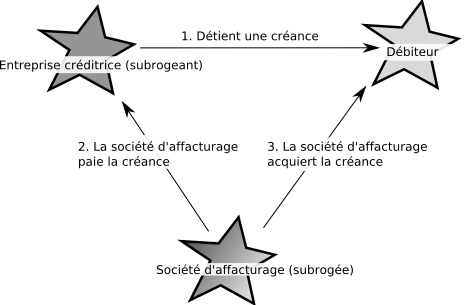
Mécanisme de l'affacturage.

L'affacturage est une opération ou technique de gestion financière : un établissement de crédit spécialisé (l'affactureur ou, en anglais, factor) ou une société de gestion de portefeuille prend en charge le recouvrement de créances d'une entreprise dans le cadre d'un contrat. L'affacturage recouvre trois prestations qui peuvent être toutes souscrites ou non par l'entreprise :
- Le recouvrement des créances clients : l'affactureur gère pour le compte de son client l'enregistrement des factures, la relance des débiteurs en cas de retard de paiement, assure les encaissements et le service contentieux en cas de non-paiement. Il s'agit d'un service de cession de créances.
- Le financement de la trésorerie : l'affactureur avance le montant des créances dès leur présentation par le client. Il s'agit donc d'un crédit à très brève échéance, correspondant au délai de paiement accordé au débiteur. Il n'y a pas de cession de créances et il revient au client de relancer le débiteur en cas de retard de paiement. Si le client ne parvient pas à obtenir le paiement de la facture à temps, il devra rembourser à l'affactureur l'avance de trésorerie. Le montant avancé est celui de la créance (ou moins suivant les contrats et/ou en fonction de la connaissance qu'a l'affactureur des débiteurs), après déduction de frais de gestion (fixes et/ou variables).
- L'assurance crédit : en délégation du contrat.

En France, il existe aujourd'hui une quinzaine d'établissements de crédit spécialisés dans ce secteur, ainsi que de quelques startups encore de taille modeste qui cherchent à apporter de nouvelles solutions technologiques, principalement pour les petites entreprises.

## Rémunération de la société d'affacturage
La rémunération de la société d'affacturage est de deux types :
- La commission d'affacturage rémunère le service de recouvrement et éventuellement l'assurance crédit.

Prélevée à chaque transaction (cession de créances) et basée sur un taux (fixe ou variable) ou un forfait.
- La commission de financement rémunère l'avance sur la trésorerie.

Agios calculés sur le solde du compte client.
L'affactureur bloque une partie du montant des créances cédées pour constituer un fonds de garantie qui permet de faire face aux impayés, aux litiges ayant engendré un contentieux, ou pour se prémunir d'un éventuel droit de préemption (URSSAF par exemple). La somme bloquée, proportionnelle au montant de créances cédées, est restituée à l'expiration du contrat.

## Le rôle du courtier en affacturage
Le courtier est un intermédiaire entre l'affactureur et une entreprise souhaitant souscrire un contrat d'affacturage. Son rôle est triple :
- Il permet à l'entreprise d'économiser un temps considérable dans le choix de son factor. En effet, chaque factor est spécialisé dans un secteur d'activité, une typologie d'entreprise (in bonis ou sous procédure collective), voire une taille d'entreprise.
- Il permet au futur adhérent au contrat d'affacturage d'obtenir des conditions financières optimales grâce à ses liens forts entretenus avec les acteurs de l'affacturage en France.
- Il accompagne l'entreprise tout au long de la durée de vie du contrat d'affacturage, qui peut s'avérer parfois difficile notamment en termes de ratios de financement des factures.

## Différences selon la législation des pays
En France, le terme d'affacturage s'applique uniquement aux créances entre professionnels.
Ailleurs, cela peut-être différent. Par exemple, une entreprise de la grande distribution, Carrefour, pour sa division au Brésil, a mentionné dans ses comptes publiques un affacturage pour des facilités de paiement accordées à des particuliers.